# Грушецкая, Хелена
Хелена Грушецкая (пол. Helena Gruszecka; 1901—1982) — польская актриса театра, кино и телевидения.

## Биография
Хелена Грушецкая родилась 20 июля 1901 года в Ченстохове. Дебютировала в театре в 1920. Актриса театров в Лодзи, Вильнюсе, Познани, Люблине и Варшаве. Выступала в спектаклях «театра телевидения» в 1956—1971 гг. Умерла 5 августа 1982 года в Варшаве. Её племянник — писатель Ежи Помяновский.

## Избранная фильмография
- 1936 — Роза / Róża
- 1937 — Госпожа Министр танцует / Pani minister tańczy
- 1937 — Князёк / Książątko
- 1939 — Доктор Мурек / Doktór Murek
- 1939 — Солдат королевы Мадагаскара / Żołnierz królowej Madagaskaru
- 1958 — Галоши счастья / Kalosze szczęścia
- 1958 — Восьмой день недели / Ósmy dzień tygodnia
- 1960 — Поиски прошлого / Powrót
- 1962 — Прикосновение ночи / Dotknięcie nocy
- 1965 — Домашняя война / Wojna domowa (только в 3-й серии)
- 1966 — Лекарство от любви / Lekarstwo na miłość
- 1968 — Ставка больше, чем жизнь / Stawka większa niż życie (только в 4-й серии)
- 1971 — Беспокойный постоялец / Kłopotliwy gość
- 1973 — Большая любовь Бальзака / Wielka miłość Balzaka
- 1976 — Золотая утка / Złota kaczka
- 1978 — Что ты мне сделаешь, когда поймаешь / Co mi zrobisz jak mnie złapiesz